# Попов, Анатолий Александрович
Анатолий Александрович Попов (род. 10 июля 1960, Кетченеры, Калмыцкая АССР) — российский государственный деятель. Директор департамента бюджетной политики в сфере государственной военной и правоохранительной службы и государственного оборонного заказа Министерства финансов Российской Федерации с ноября 2013.
Председатель правительства Чеченской Республики с 10 февраля 2003 по 16 марта 2004. Исполняющий обязанности Главы временной администрации Чеченской Республики с 5 августа по 19 октября 2003. Доктор экономических наук.

## Биография
Родился 10 июля 1960 года в посёлке Сухотинский Приозёрного района Калмыцкой АССР (ныне поселок Кетченеры Кетченеровского района Калмыкии).
В 1982 окончил экономический факультет Волгоградского сельскохозяйственного института. В 2010 окончил Московский государственный университет путей сообщения. Доктор экономических наук. Проходил повышение квалификации в Ярославском высшем военном финансовом училище (1983) и Московском городском университете управления Правительства Москвы (2013). Владеет английским языком.
В 1984 — младший научный сотрудник Нижне-Волжского НИИ сельского хозяйства.
С 1984 по 1986 — секретарь Городищенского райкома ВЛКСМ Волгоградской области.
Добровольный участник ликвидации последствий аварии на Чернобыльской АЭС.
С 1986 по 1987 — младший научный сотрудник Всесоюзного НИИ орошаемого земледелия (Волгоград).
С 1988 по 1990 — аспирант Всероссийского НИИ экономики сельского хозяйства.
С 1990 по 1992 — консультант Секретариата заместителя Премьер-министра СССР.
С 1992 по 1993 — главный экономист Министерства финансов Российской Федерации.
С 1993 по 1996 — Председатель правления АКБ «АПАБАНК».
С 1996 по 1998 — начальник сектора, начальник отдела ОАО «Банк МЕНАТЕП».
С 22 апреля по 3 сентября 1998 — финансовый директор ФГУП "Государственная компания «Росвооружение».
С 1998 по 1999 — заместитель руководителя Департамента продовольственных ресурсов Правительства Москвы.
В декабре 1999 года был кандидатом в депутаты Госдумы по 68-му Волжскому избирательному округу. Из-за неверных данных о доходах избирком дважды отказывал ему в регистрации. Суд признал за Поповым право участия в выборах. Тем не менее, за сутки до выборов он был отстранён от участия в них.
В декабре 2000 года на выборах губернатора Волгоградской области набрал около 10 % голосов.
С 1999 по 2001 — директор Центра «Школа инвестиционного менеджмента» АНХ при Правительстве Российской Федерации.
С 2001 по 2003 — генеральный директор ФКП «Дирекция по строительно-восстановительным работам в Чеченской Республике» при Правительстве Российской Федерации.
С 10 февраля 2003 по 16 марта 2004 — Председатель правительства Чеченской Республики.
Исполняющий обязанности Главы временной администрации Чеченской Республики с 5 августа по 19 октября 2003 — по решению Главы временной администрации Чечни Ахмата Кадырова, ушедшего в отпуск (для участия в избирательной кампании по выборам президента Чеченской Республики).
С 2004 по 2006 — заместитель руководителя Федерального агентства по строительству и жилищно-коммунальному хозяйству (Росстрой).
С 2006 по 2007 — генеральный директор ОАО «ЕВРОБЕТОН».
С 2007 по 2008 — начальник группы заказчика «ДКРС-Москва» (филиал ОАО «РЖД»).
С 2008 по 2009 — генеральный директор ОАО «БелЭлТранс» (ДЗО ОАО «РЖД»).
С 2009 по 2010 — генеральный директор ОАО «Московский локомотиворемонтный завод» (ДЗО ОАО «РЖД»).
С 2010 по 28 сентября 2012 — заместитель министра регионального развития Российской Федерации.
С 2012 по 2013 — помощник Министра финансов Российской Федерации.
С ноября 2013 — директор Департамента бюджетной политики в сфере государственной военной и правоохранительной службы и государственного оборонного заказа Министерства финансов Российской Федерации.

## Отравление
27 сентября 2003 Попов принимал участие в открытии линии газопровода в Гудермесском районе. После банкета он был помещён в военный госпиталь в Ханкале с диагнозом «общее пищевое отравление». Ему поставили диагноз отравление гипотропным ядом. Для лечения Попова вывезли сначала в Моздок, а затем в Москву.
Прокуратура начала изучать возможность преднамеренного отравления, в пользу которой свидетельствовал и тот факт, что других пострадавших выявлено не было. Однако эта версия не нашла подтверждения.
16 марта 2004 в связи с ухудшением здоровья Попова председателем правительства республики назначен Сергей Абрамов.

## Награды
- Почётный знак «За участие в ликвидации последствий аварии на Чернобыльской АЭС»
- Нагрудный знак «За отличие в службе» ВВ МВД России I и II степени
- Медаль «В память 850-летия Москвы» (1997)
- Медаль Столыпина П. А. II степени (2025)[6]
- Почётный строитель Российской Федерации (2003)
- Благодарность Президента Российской Федерации (2003)
- Медаль «За боевое содружество» (2003, ФСБ России)
- Наградное оружие (2003, МВД России)
- Почётный энергетик Российской Федерации (2012)
- Почётная грамота Министерства регионального развития Российской Федерации (2012)

## Увлечения
Хобби — плавание, футбол, историческая и классическая русская литература.

## Публикации
- Попов А. А. Аграрный потенциал России : перспектива развития / А. А. Попов; Науч.ред. В. С. Балабанов ; Российская Академия предпринимательства. — М. : Экономика, 1998. — 191 с. — Библиогр. : с. 186—189.
- Попов А. А. Агропромышленный комплекс России : проблемы и решения / А. А. Попов, М. А. Яхъяев. — М. : Экономика, 2003. — 409 с. — Библиогр.: с. 397—402.
- Попов А. А. Ценовая эквивалентность межотраслевого обмена в агропромышленном комплексе : автореферат диссертации кандидата экономических наук / а.а. попов .- м. : всесоюзный научно-исследовательский институт экономики сельского хозяйства, 1990.